# Patricia Rivadeneira
Patricia Rivadeneira Ruiz-Tagle (Santiago, 6 de agosto de 1964) es una actriz y gestora cultural chilena.  
Es una de los creadores y fundadores de Escenix,y miembro del directorio de la Corporación Cultural de la Municipalidad de Quilicura desde el 20 de noviembre de 2023. Fue vicepresidenta de ChileActores. Entre 2001 y 2006 se desempeñó como agregada cultural de la Embajada de Chile en Italia durante la gestión del embajador José Goñi Carrasco, bajo el gobierno del presidente Ricardo Lagos Escobar, y entre 2007 y 2011, ocupó el cargo de directora cultural del Instituto Ítalo-Latinoamericano (IILA) de Roma. 
Considerada como la «Musa de la Vanguardia» en Chile.Recibió por el presidente de la República de Italia, el honor Cavaliere dell'Ordine della Stella d'Italia por su contribución a la difusión de la cultura y el arte entre Chile e Italia.

## Biografía
Nació el 6 de agosto de 1964 en Santiago de Chile. Hija de Francisco Xavier Rivadeneira Monreal y de Carmen María Ruiz-Tagle Serrano. Tiene dos hermanas; Magdalena y Piedad Rivadeneira Ruiz-Tagle; publicista.
Por su lado paterno, es nieta de Javier Rivadeneira Palacios, y de Beatriz Monreal Gallardo, y es sobrina de Ricardo Rivadeneira Monreal (n. 1929-f.2011); abogado, político y presidente fundador de Renovación Nacional (RN) y presidente del Colegio de Abogados de Chile entre 1991 y 1993. Por su lado materno, es nieta de Enrique Ruiz-Tagle Mena; regidor y alcalde de Colina, y de Rosa Serrano Palma (n. 1915-f. 1996), hija de Marcos Serrano Menchaca (n. 1887-f. 1965); miembro del Partido Conservador y diputado de la República de Chile, fundador de Sociedad Nacional de Paños de Tomé, que ocupó el cargo de gerente de la firma entre 1913 y 1924.
Realizó sus estudios primarios y secundarios en el Colegio Santa Úrsula, en Vitacura, y luego en el Colegio del Sagrado Corazón de Apoquindo, en Las Condes. Ingresó posteriormente a la Academia Club de Teatro a estudiar Teatro, egresando en 1986. Fue alumna de Fernando González Mardones y Alfredo Castro.

## Carrera artística
Inicia su carrera profesional a los 20 años con dos roles protagónicos. Es invitada por la compañía Teatro-Circo dirigida por Andrés del Bosque para interpretar a Alice en Play Strindberg de Friedrich Dürrenmatt y Canal 13 le ofrece el rol de Soledad Barca en la teleserie Secreto de familia.
Conoce al fallecido pintor Carlos García, padre de su único hijo Adriano. Es en esa época que funda el grupo multimedia Cleopatras, compuesto por jóvenes actrices, músicos y artistas. El grupo estaba compuesto por Tahía Gómez, Cecilia Aguayo y Jacqueline Fresard y participaron en sus diferentes etapas músicos y artistas como Archi Frugone, Javiera Parra, María José Levine, Jorge González Ríos, Enzo Blondel, José Barrenechea (como Marco Antonio).
Trabajó y desarrolló el teatro experimental en Chile junto a Vicente Ruiz, quién hace una propuesta extrema de teatro performance sorprendiendo a un público adormecido por el toque de queda y el miedo.
Formó parte de la llamada Resistencia cultural que en la década de los 80 se opuso a la censura del régimen militar de Augusto Pinochet, abriendo nuevos espacios de libertad, denunciando la represión cultural y dando pie a la explosión de la vanguardia artística de los años'80 y 90, en un contexto marginado y aislado de los medios de comunicación pero con gran participación de público.
La más emblemática de sus performance es la del Museo de Bellas Artes de Santiago (1992), en la que apareció crucificada envuelta en la bandera nacional en protesta por la discriminación a las minorías étnicas y sexuales en Chile y que abrió un debate ético en el país.
En 1993 pasa a formar parte de la compañía El bufón negro dirigida por Alejandro Goic. El grupo trabaja unido por casi una década convirtiéndose en un referente del teatro chileno.
Paralelamente a su labor como actriz trabaja en gestión cultural desarrollando proyectos de impacto público que convocan a artistas de diferentes disciplinas. Memorable fue la llamada Retrospectiva 10 Años de Arte Joven: conferencias, muestras, seminarios, conciertos, obras de teatro, con la participación de los más destacados artistas y creadores de Chile como Bororo, Samy Benmayor, Pablo Domínguez, Andrés Pérez, Marco Antonio De la Parra, Alejandro Jodorowsky, Gonzalo Justiniano, Gonzalo Contreras, Carlos Cabezas, Benjamín Galemiri, Ramón Griffero en el Centro Cultural de España de Santiago (1995).
Se une a la campaña presidencial de Ricardo Lagos, formando un comité para establecer las bases del Consejo Nacional de la Cultura y las Artes, en el que participaron distinguidas personalidades del mundo cultural. Participó en el desarrollo de programas para la juventud, políticas de televisión pública y en la coordinación del mundo artístico y de las industrias culturales.
En 2000 es nombrada Agregada Cultural de Chile en Italia, país al que se traslada con su hijo. Inicia una nueva etapa profesional dejando de lado su carrera como actriz se aboca a su tarea de embajadora cultural, realizando algunos emblemáticos programas como el primer pabellón de Chile en la 49° Bienal de Venecia (2001) con la obra About Cage, de Juan Downey – Mención de Honor otorgado por el jurado, la participación de Chile como huésped de honor en el II Festival de Fotografía de Roma en el Mercado Trajano, la muestra Artistas emergentes Italia-Chile, la reedición del cincuentenario de Los versos del capitán de Pablo Neruda y la dirección artística de las celebraciones del Centenario del nacimiento de Pablo Neruda en toda Italia durante 2004.
Radicada en Italia desde 2001, entre mayo de 2007 y junio de 2011 se desempeña como Secretaria Ejecutiva de Instituto Italo - Latino Americano, promoviendo iniciativas para valorizar el amplio y rico patrimonio cultural latinoamericano.
En 2012 retoma su carrera de actriz iniciando un nuevo período de búsqueda y realización artística. En Roma estrena la obra de teatro La contadora de películas realizando una gira por Italia.
El 2014, y luego de 14 años alejada de las teleseries regresa al Área dramática de TVN, integrándose al elenco de la nocturna Vuelve temprano. En 2015 participa en la teleserie La Poseída.
En 2017 emigra al Área dramática de Mega y se integra al elenco de Perdona nuestros pecados, donde se lució en el papel de Estela Undurraga durante las dos temporadas (2017 y 2018).
En 2019 actuó en la telenovela Juegos de poder, compartiendo créditos con Álvaro Rudolphy, Jorge Zabaleta e Ingrid Cruz. En 2020 interpreta el rol de Flavia en la telenovela Demente, que le valió el premio Caleuche por su interpretación. 
En 2020 lanza la plataforma streaming de las artes escénicas Escenix.
El 20 de noviembre de 2023, asumió su rol como miembro del directorio de la Corporación Cultural de la Municipalidad de Quilicura.

## Vida personal

### Pensamiento político y religioso
Durante su adolescencia, Rivadeneira se alejó del pensamiento católico y conservador de su familia, y comenzó a criticar duramente al régimen militar del dictador Augusto Pinochet. En un acto de rebeldía, fue única alumna de su generación en el Colegio del Sagrado Corazón de Apoquindo, que no hizo la confirmación. Optó por trabajar desde temprana edad, y a los 18 años, tuvo hasta tres trabajos simultáneos, y se independizó en un piso en el Barrio Lastarria, frente al Palacio de Bellas Artes de Santiago.

### Relaciones y matrimonio
Estuvo en pareja con el pintor Carlos García, ambos fueron padres de Adriano García Rivadeneira; historiador. Entre 1995 y 1996, Rivadeneira tuvo un vínculo sentimental con Marco Enríquez-Ominami; cineasta y político. En 2006 Patricia Rivadeneira contrajo matrimonio con el italiano Andrea Orsini; artista, a quien conoció en una muestra de arte en Roma.

## Filmografía
| Año  | Título                         | Papel            | Ref. |
| ---- | ------------------------------ | ---------------- | ---- |
| 1985 | Cortázar, Capital Rayuela      |                  |      |
| 1988 | Sussi                          | Daisy            |      |
| 1988 | The Lawless Land               | Snake Woman      |      |
| 1990 | Caluga o menta                 | Manuela, la Loca |      |
| 1991 | La telenovela errante          |                  |      |
| 1996 | Bienvenida Casandra            | Mamá de Casandra |      |
| 1996 | Takilleitor                    | Fan 1            |      |
| 1998 | Cinco marinos y un ataúd verde | Armenia          |      |
| 1998 | Aventureros del fin del mundo  | Aventurera       |      |
| 1999 | La chica del Crillón           | Julia Rubilar    |      |
| 1999 | El chacotero sentimental       | Alicia           |      |
| 2005 | Monógamo sucesivo              |                  |      |
| 2009 | Pinochet boys                  | Julia Madrid     |      |
| 2013 | Il futuro                      |                  |      |
| 2014 | Allende                        |                  |      |
| 2014 | La voz en off                  | Lucy             |      |
| 2014 | Aurora                         | Berta            |      |
| 2020 | La Verónica                    | Andrea           |      |
| 2022 | Una luz negra                  | Josefina         |      |
| 2023 | El conde                       |                  |      |
| 2023 | El sueño                       | Sofía            |      |

## Televisión
| Año  | Título                     | Papel                    | Medio    | Ref.   |
| ---- | -------------------------- | ------------------------ | -------- | ------ |
| 1986 | Secreto de familia         | Soledad Barca            | Canal 13 | [ 13 ] |
| 1989 | La Intrusa                 | Carolina Inostroza       | Canal 13 |        |
| 1990 | Acércate más               | Sully                    | Canal 13 |        |
| 1992 | Trampas y caretas          | Roxana Ross              | TVN      |        |
| 1993 | Jaque mate                 | Rosario "Cherry" Del Río | TVN      |        |
| 1993 | Ámame                      | Macarena Oyarzún         | TVN      |        |
| 1994 | Rompecorazón               | Haydée Carrera           | TVN      |        |
| 1995 | Estúpido cupido            | Gloria Manterola         | TVN      |        |
| 1996 | Sucupira                   | Regina Lineros           | TVN      |        |
| 1996 | Loca piel                  | Estela Behnke            | TVN      |        |
| 1998 | Borrón y cuenta nueva      | Alejandra Valencia       | TVN      |        |
| 1999 | La Fiera                   | Marta Montt              | TVN      |        |
| 1999 | Aquelarre                  | Rodolfa Patiño           | TVN      |        |
| 2000 | Santo ladrón               | Lorena Cortés            | TVN      |        |
| 2014 | Vuelve temprano            | Maite Soler              | TVN      | [ 14 ] |
| 2015 | La poseída                 | Ernestina Riesco         | TVN      | [ 15 ] |
| 2017 | Perdona nuestros pecados   | Estela Undurraga         | MEGA     | [ 16 ] |
| 2018 | Perdona nuestros pecados 2 | Estela Undurraga         | MEGA     |        |
| 2019 | Juegos de poder            | Verónica Egaña           | MEGA     |        |
| 2021 | Demente                    | Flavia Betancourt        | MEGA     | [ 17 ] |
| 2024 | Al sur del corazón         | Paula Mella              | MEGA     | [ 18 ] |

| Año       | Título                                       | Papel          | Notas                        |
| --------- | -------------------------------------------- | -------------- | ---------------------------- |
| 1990      | Corín Tellado: Mis mejores historias de amor | Ángela         | Episodio: El primer amor     |
| 1993      | Carlos Carola                                |                |                              |
| 1996      | La Buhardilla                                | Francisca Lira |                              |
| 1997      | Brigada Escorpión                            | Isabel Bassi   | Papel principal              |
| 1998-1999 | Sucupira, la comedia                         | Regina Lineros |                              |
| 2019      | Los Espookys                                 |                | Episodio: El monstruo marino |

## Teatro
- 2024: Imposible violar a esta mujer llena de vicios, de Virginie Despentes
- 2023: A los pies del árbol, de Humberto Maturana
- 2022: Rita, de Gerardo Oettinger
- 2020: Reelecturas chilenas de Shakespeare
- 2020: Amor de cuarentena, de Santiago Loza
- 2018: Réplica, de Isidora Stevenson
- 2015: Xuárez, de Luis Barrales
- 2013: Allende, noche de septiembre, de Luis Barrales
- 2013: La contadora de películas, de Donatello Salamina
- 2007: Un Altra Fame, de Diego Muñoz y Michela Andreozzi
- 2006: Déjala sangrar, de Benjamín Galemiri
- 2005: Intendevo dire, de Craig Lucas
- 2004: Neruda, 100 años, de Grupo Chiloé y Alessandro Haber
- 2004: Aprenderás de nuevo a ser estrella, recital poético con Leo Gulotta
- 2004: Recital Poético Neruda, con Mariano Rigillo, Festival de Ravello
- 1999: EI amor intelectual, de Benjamín Galemiri
- 1998: Cielo falso, de Benjamín Galemiri.
- 1998: Poeta en Nueva York performance, homenaje a García Lorca
- 1997: EI seductor, de Benjamín Galemiri
- 1995: Un dulce aire canalla, de Benjamín Galemiri
- 1994: El solitario, de Benjamín Galemiri
- 1993: EI coordinador, de Benjamín Galemiri
- 1993: Chilena Dignidad
- 1992: Drácula
- 1992: Performance Museo de Bellas Artes de Santiago
- 1991: Antígona, espectáculo multimedia con la participación del grupo de rock Los Prisioneros
- 1987: Teorema, performance
- 1987-1990: Cleopatras (1987 – 1990) espectáculo multimedia
- 1986: Play Strindberg de Friedrich Dürrenmatt

Ha participado en diversos Festivales de Teatro Internacional en Costa Rica, España, Colombia, Nicaragua, Brasil y Estados Unidos.

## Premios y nominaciones
Premios y nominaciones
- 2013: Nominación – Premio Pedro Sienna a la Mejor Interpretación Secundaria femenina (por Il futuro)
- 2017: Nominación – Premio Fotech a la Mejor actriz secundaria (por Perdona nuestros pecados)
- 2017: Nominación – Premio Fotech a la Mejor retorno a la televisión (por Perdona nuestros pecados)
- 2019: Nominación – Premio Marés a la Mejor actriz en drama (por Juegos de poder)
- 2022: Ganadora - Premio Caleuche a la Mejor actriz de soporte (por Demente)

Distinciones
- Nombrada Cavaliere OSI “Orden de la Estrella de Italia” condecoración concedida por el presidente de la República de Italia en 2017